# Debub
Debub (ደቡብ «Sud») est l'une des six régions administratives de l'Érythrée. Sa capitale est Mendefera.
Les autres villes importantes de la région sont Senafe, Adi Keyh, Adi Quala et Dekemhare. La région s'étend sur 8 000 km2 et abrite une population de 968 507 habitants en 2009, ce qui en fait la deuxième région la plus densément peuplée après Maekel (région de la capitale, Asmara). 

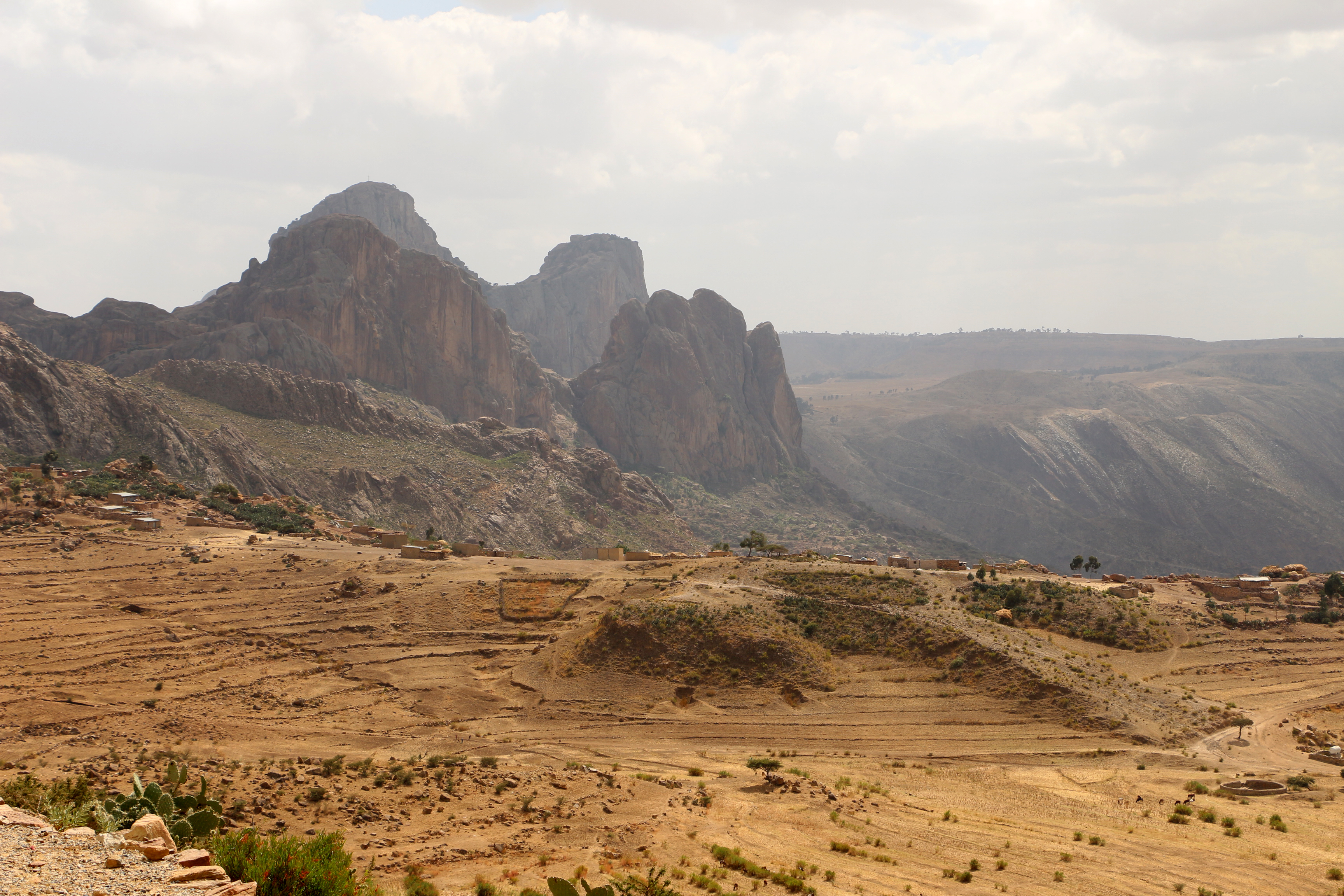
Montagnes autour de Senafe

La région de Debub est très montagneuse. Fraîche en hiver, la température dépasse rarement les 25 ° en été.   